# 黄昏双镖客
《黄昏双镖客》（義大利語：Per qualche dollaro in più）為義大利導演塞吉歐·李昂尼於1964至1966年間制作的「鏢客三部曲」的西部片中的第二部，於1965年上映。同第一部影片一样，本片依然由克林·伊斯威特担任演出，投入的资金和场景规模都超过了第一部影片荒野大镖客。然而两部影片在情节上并没有什么联系。本片中的另一名主演，李·范克里夫原本已经没有什么名气，只能出演一些配角。经由导演李昂尼赏识，范克里夫得以出演本片并且重新获得了在业内的名声。

## 剧情
內容講述美國西部時代「賞金獵人」兩名俠客抓住一位枪法高超的犯人的故事。北卡罗来纳州的神枪手莫迪默上校为了给妹妹报仇，四处追寻通缉犯印迪奥的下落。后来他打听到印迪奥会出现在艾爾帕索的银行，于是提前前往。而印迪奥已经集结了一批不法之徒，打算抢劫这家银行。在调查和追踪的过程中，上校遇到了一名没有名字的赏金猎人。后者纯粹是为了金钱才打算追杀印迪奥，经过交手两人发现对方的实力和自己不相上下，于是他们决定联手对付印迪奥和他的手下。无名氏假装成劫犯加入印迪奥的团伙，本打算里应外合将敌人消灭结果没能如愿，让他们抢劫银行得手。最后，无名氏和上校追踪到一个小镇，在决斗之后干掉了犯罪团伙。上校大仇得报，无名氏也如愿以偿地得到了自己的赏金。

## 演员
- 克林·伊斯威特饰演无名氏，经常叼着一只雪茄烟。与李在片中比拔手枪快与準，射擊飛在半空中的西部帽
- 李·范克里夫饰演黑衣男，道格拉斯·莫迪默（Douglas Mortimer）上校。原本李昂尼打算请亨利·方达出演这个角色，但没能如愿。[5]
- Gian Maria Volonté饰演印迪奥[7]

## 鏢客三部曲
- 1964年：《荒野大鏢客》（A Fistful of Dollars）
- 1965年：《黃昏雙鏢客》（For a Few Dollars More）
- 1966年：《黃金三鏢客》（The Good, the Bad and the Ugly）